# Jérôme Bosch
Pour les articles homonymes, voir van Aken, Bosch, Hieronymus Bosch (groupe) et Jérôme.
Jheronimus van Aken (prononcé : /ɦijeːˈroːnimʏs fɑn 'aːkə(n)/, dit Jérôme Bosch, ou Jheronimus Bosch (/bɔs/), né vers 1450 à Bois-le-Duc (en néerlandais : ‘s-Hertogenbosch, souvent abrégé en Den Bosch, d'où son pseudonyme) et mort en août 1516 dans la même ville, est un peintre des Pays-Bas bourguignons, rattaché au mouvement des primitifs flamands. 
Membre de l'Illustre Confrérie de Notre-Dame, il fait partie en tant qu'artiste du fleuron de l'art gothique finissant fantastique et se rapproche culturellement de l'humanisme de la Renaissance, de la pensée d'Érasme et de Thomas More. Le Jardin des délices serait d'ailleurs, comme l’Utopia de More, une vision de ce que le monde pourrait être, s'il n'avait été corrompu par le mal.

« L'ambivalence du langage pictural surpasse ici l'énigme du contenu et ouvre à la peinture ce nouvel espace de liberté où elle devient un art au même titre que la poésie »

— Hans Belting, 2005.

## Biographie

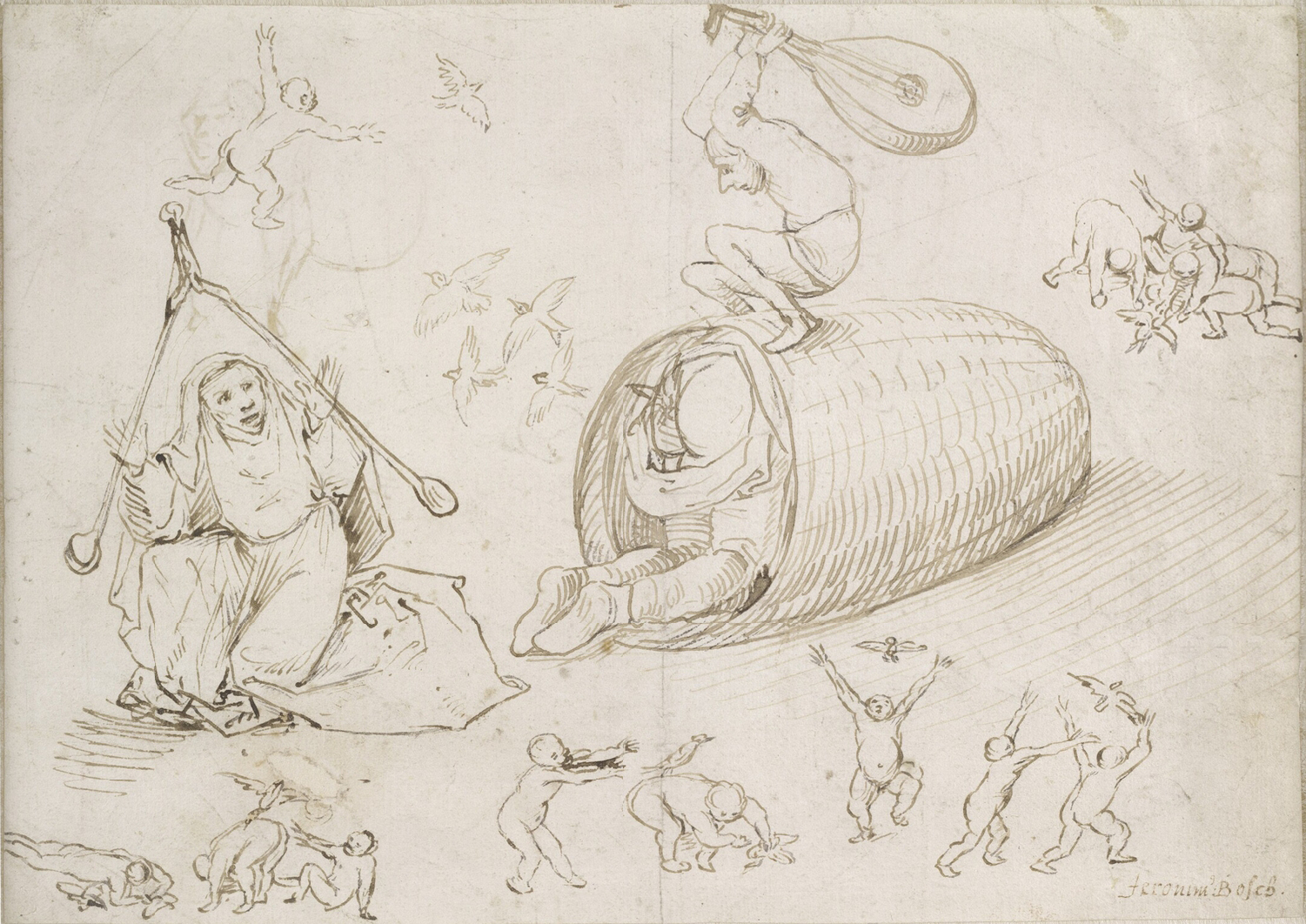
Une sorcière, une figure dans une ruche avec derrière déshabillé et des figures d’enfants (entre 1465 et 1516), dessin à la plume et encre métallo-gallique, lavis sur papier, Vienne (Autriche), Albertina (musée).

La biographie de Jérôme Bosch manque de certitudes. Les rares informations qui le concernent sont extraites de documents relatifs à des copies tardives des archives de Bois-le-Duc ou de livres de comptes de l'Illustre Confrérie de Notre-Dame, si bien que les auteurs ont pu le décrire tour à tour comme pragmatique ou visionnaire, ignorant ou érudit, dévot ou hérétique.
Jheronimus van Aken est issu d'une famille de peintres et d'enlumineurs originaire d'Aix-la-Chapelle (Aachen, Aken en néerlandais), qui s’installe vers 1423 à Bois-le-Duc (s-Hertogenbosch), ville de commerce et siège du gouvernement du Brabant-Septentrional — le surnom de Bosch provenant du nom flamand abrégé de cette ville.
Il naît vers 1450-1455. Son père, Anthonius, installe en 1462 l'atelier familial dans une maison située sur le côté est de la grand-place et baptisée, en l'honneur de son saint patron, In Sint Thoenis. C'est là que le jeune Jheronimus se forme, entre la fin des années 1460 et le début des années 1470, aux côtés de son frère aîné Goessen. Associé à son père entre 1474 et 1476, il disparaît ensuite des documents de Bois-le-Duc durant quatre ans, période pendant laquelle il aurait pu accomplir un tour de compagnonnage, c'est-à-dire un voyage destiné à compléter sa formation.
À son retour en 1480, Jheronimus travaille sans doute dans l'atelier familial, dirigé par Goessen depuis la mort d'Anthonius vers 1478. Après son mariage en 1478 avec une riche aristocrate, Aleid van de Meervenne, qui lui assure une aisance financière et un statut social sensiblement plus élevé, il acquiert la maison In den Salvator, sise au nord de la grand-place. En 1486, il entre comme « membre notable » dans la confrérie Notre-Dame. Respectueux des usages, l'artiste participe aux « banquets des cygnes » et n'hésite pas à recevoir chez lui les membres de la confrérie, nouant ainsi des liens avec les plus hauts notables de la région. Il s'agit d'une association religieuse consacrée au culte de la Vierge, dont il devient le peintre attitré.

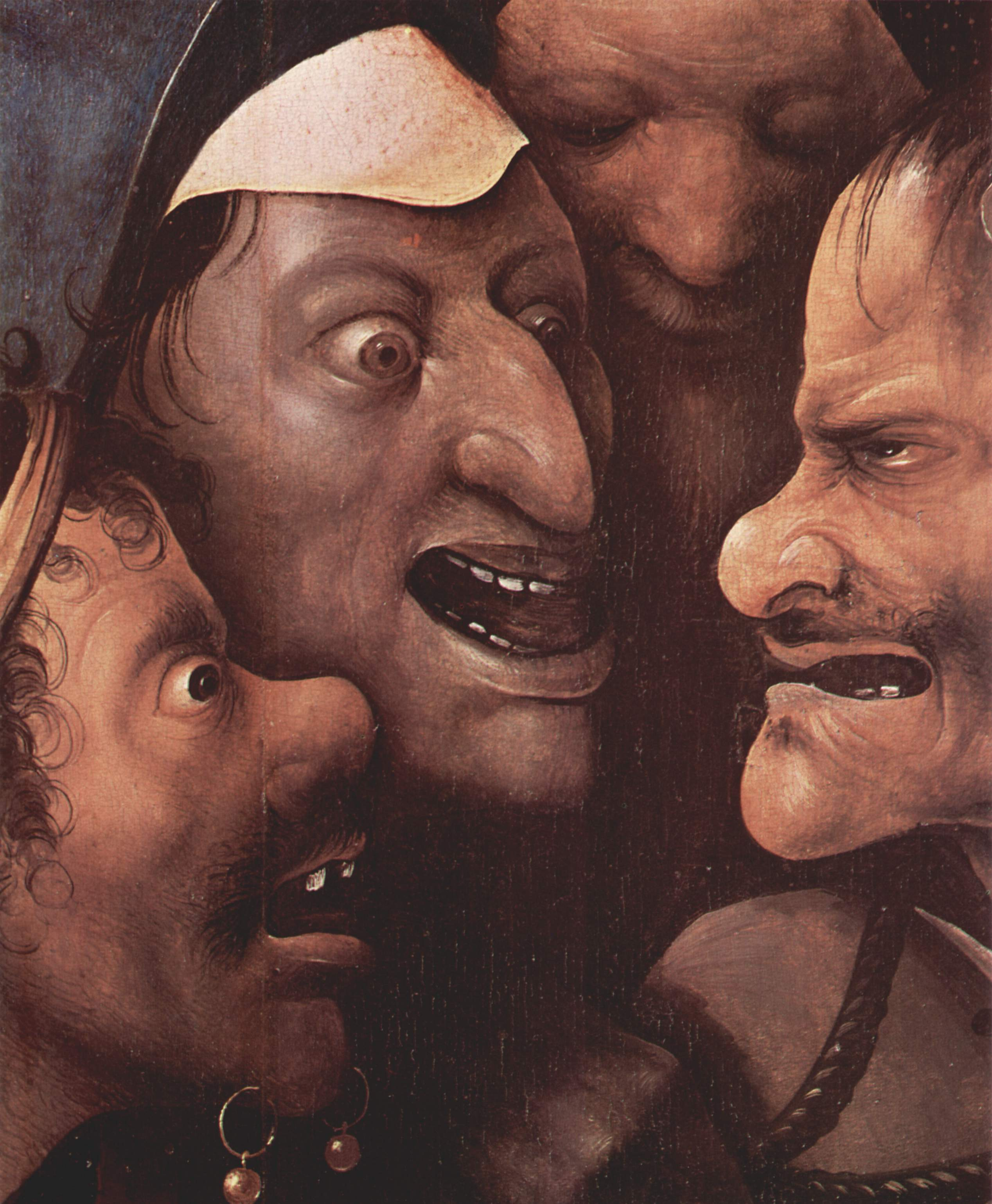
Le Portement de Croix, détail (1510-1535), huile sur bois, musée des beaux-arts de Gand.

Il prend ainsi l'ascendant au sein de l'atelier familial, qu'il finit par diriger après la mort de Goessen en 1497. Il répond alors à une demande croissante et s'entoure de collaborateurs, documentés en 1503-1504, et parmi lesquels figurent ses neveux, Johannes (1470-1537) et Anthonis (1478-1516).
En septembre 1504, le gouverneur des États bourguignons (anciens Pays-Bas bourguignons), Philippe Ier le Beau, dont la cour est installée Palais du Coudenberg à Bruxelles, verse à « Jheronimus van aeken dit bosch paintre dem[eurant] au boisleduc la somme de trente-six livres » pour « ung grand tableau de paincture de neuf pietz de hault et unze pietz de long ou doit estre le jugement de dieu assavoir paradis et infer ». Il s'agit du premier document dans lequel le peintre est désigné par le surnom « Bosch », forgé sur la base du nom néerlandais de Bois-le-Duc, au moment où il acquiert une réputation internationale.
Resté à Bois-le-Duc, le peintre travaille alors tant pour la clientèle locale que pour la cour bruxelloise. Il meurt sans descendance en août 1516, probablement de la peste qui emporte également son neveu Anthonis. Sur le registre de décès, à côté de son nom est mentionné insignis pictor (« peintre célèbre »). Le frère aîné d'Anthonis, Johannes, prend alors, selon toute vraisemblance, la direction de l'atelier familial, tandis que Gielis Panhedel complète, en 1522-1523, les volets de Jérôme Bosch pour le retable de la confrérie de Notre-Dame de l'église Saint-Jean.

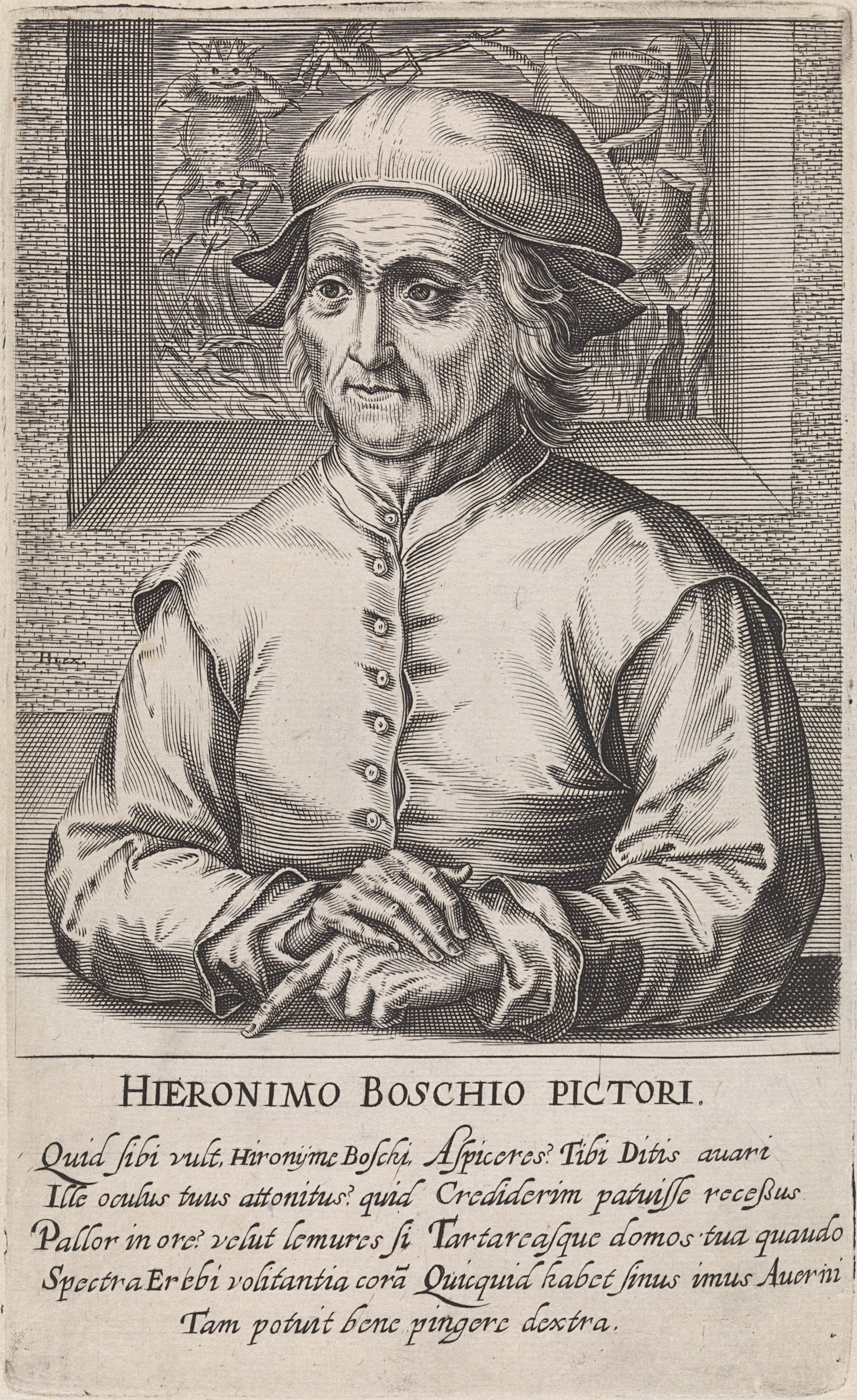
Hendrik Hondius I, Jheronimus Bosch, eau-forte extraite de Domenicus Lampsonius, Pictorum aliquot celebrium præcipué Germaniæ Inferioris effigies, La Haye (1610).

En Espagne, Philippe II achète le 16 janvier 1570 cinq de ses peintures dont le triptyque du Chariot de foin et La Cure de la folie. Un vif intérêt pour son œuvre demeure jusqu'au XVIe siècle, probablement favorisé par un resserrement des liens avec les Pays-Bas. Son œuvre se mélange à celle d'imitateurs et il faut attendre la fin du XIXe siècle pour que des experts ou historiens d'art comme Justi, Baldass, Friedländer, Tolnay et Combe entreprennent de démêler la production de Bosch des multiples imitations qui en avaient été faites.
Il inspira de nombreux peintres de la Renaissance et de la postérité, comme ceux des mouvements surréalistes et expressionnistes. 

### Jérôme Bosch à Venise

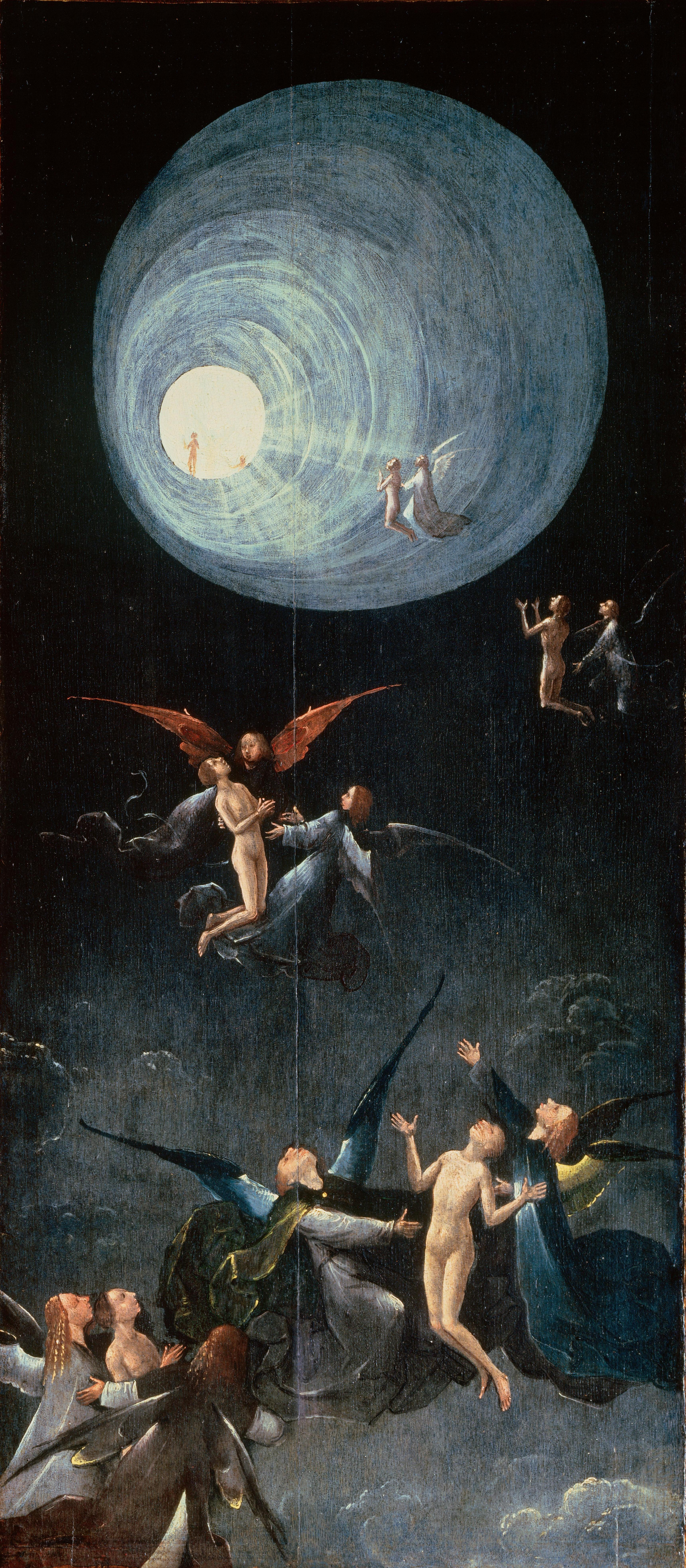
Visions de l'au-delà : L'Ascension des élus.

Les trois seules œuvres de Jérôme Bosch présentes en Italie se trouvent à Venise, où le peintre aurait pu séjourner entre 1499 et 1502. Il s'agit du Triptyque de sainte Liberata ou sainte Wilgeforte (v. 1495-1505), du Triptyque des saints ermites (id.) de la Gallerie dell'Accademia de Venise, et des quatre panneaux dits des Visions de l'au-delà (v. 1505-1515), qui sont vraisemblablement les parties latérales d'un triptyque ou d'un polyptyque dont la partie centrale ne nous est pas parvenue. Les quatre panneaux représentent le paradis terrestre, la montée des âmes vers l'empyrée, la chute des damnés et l'enfer. Contrairement aux deux autres œuvres, ce dernier ensemble n'est pas signé.
Un témoignage historique important, La Notizia de Marcantonio Michiel, narre, en 1521, que les Visions de l'au-delà ornent le palais Grimani, demeure vénitienne du cardinal Domenico Grimani (1461-1523), fils du doge Antonio Grimani et collectionneur raffiné, passionné par la peinture nordique. Bien que l'on n'en ait pas de preuve documentaire, les deux triptyques pourraient avoir, eux aussi, appartenu à sa collection. À la mort du cardinal Grimani, ses œuvres, léguées à la république de Venise, finissent dans les collections du palais des Doges.

« Jérôme Bosch : (le Bosch Research and Conservation Project maintient l’attribution), du polyptyque des Visions de l'au-delà : les panneaux du Jardin d'éden et de L'Ascension des élus, composant le diptyque dit du Chemin du paradis (vers 1505-1515), huile sur bois (88,5 × 39,8 cm et 88,8 × 39,9 cm). »

— Venise, Museo di Palazzo Grimani.

## Allégories morales

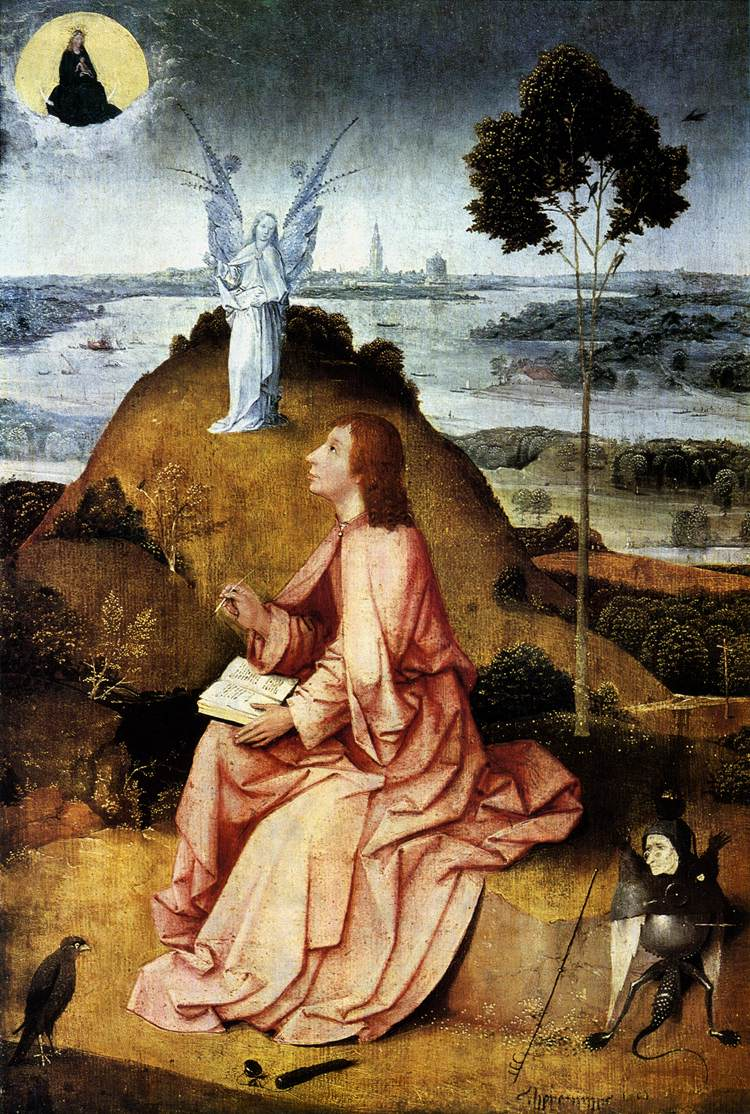
Un membre de l'Illustre Confrérie de Notre-Dame. Saint Jean l'Évangéliste à Patmos (vers 1489), huile sur panneau de chêne, Gemäldegalerie (Berlin).

Nous sommes dans le duché de Brabant, des États bourguignons, dans la ville alors florissante de Bois-le-Duc (’s-Hertogenbosch), à la fin du XVe siècle. Hieronymus Bosch est un peintre réputé, suffisamment pour qu'en 1504, Philippe Ier le Beau, fils de l'empereur Maximilien et de Marie de Bourgogne, lui passe commande d'un grand Jugement dernier (aujourd'hui disparu) ; le peintre est un citoyen au-dessus de tout soupçon.
Membre de la confrérie de Notre-Dame, vouée, comme son nom l'indique, à la célébration du culte marial, Jérôme Bosch est un clerc, il connaît le latin, possède une certaine culture et jouit d'une parfaite respectabilité ; il est donc irréprochable du point de vue des pratiques et de la morale religieuses. Il est probablement un adepte de cette devotio moderna qui s'impose aux Pays-Bas, reposant sur une piété moins dogmatique, plus affective, requérant du fidèle un engagement véritablement personnel, profond et sincère, fondé sur la prière et la méditation.
Ce climat de religiosité accrue se reflète dans l'œuvre de Bosch, imprégné de la notion de péché, traversé de visions exaltées. L'on peut avancer que jamais la culpabilité chrétienne n'a paru aussi abyssale que chez ce peintre de l'Enfer, réputé dès son vivant pour être un « faiseur de diables ». 

« Inoubliables sont ses paysages de ténèbres et de fournaises, où des créatures de folle complexion et d'infinie cruauté soumettent les damnés à d'impensables supplices, cela peint avec une précision d'horloger, qui rend la chose irréfutable ; et avec une qualité, une finesse du pinceau, qui émerveille. »

— Manuel Jover, Jérôme Bosch, entre diables et délices, p. 53.
Dans ses grandes lignes, son œuvre (mince corpus réductible à une quarantaine d'éléments, dont peu sont des attributions certaines) est le reflet de cette conception d'un monde irrémédiablement ruiné par le péché, l'originel d'abord, puis celui, quotidien, avide de possessions terrestres et de plaisirs charnels. C'est l'œuvre d'un moraliste chrétien, qui assène ses visions pessimistes avec une sévérité n'ayant d'égale que sa verve imaginative.

## Style
C’est dans ses lectures et dans l’atmosphère d’hérésie et de mysticisme régnant à son époque que Bosch puise une inspiration nouvelle, qui lui fait délaisser l’iconographie traditionnelle de ses débuts pour s’orienter vers des œuvres « sacrilèges » où le religieux se confronte au péché et à la damnation.
L’enfer se mêle au paradis, et le satirique à la morale. On y voit sa préoccupation pour l’humanité corrompue condamnée à l'enfer éternel (triptyque du Chariot de foin, v. 1500, musée du Prado, Madrid) pour avoir tourné le dos à la loi divine. L’obsession du péché s’illustre dans Les Sept Péchés capitaux (1475-1480, musée du Prado, Madrid), La Nef des fous (1490-1500, musée du Louvre, Paris), le triptyque Le Jardin des délices, 1503-1504 (musée du Prado, Madrid), allégorie fantastique complexe, composition de personnages et d’animaux hybrides, comportant de nombreuses références à l’alchimie.

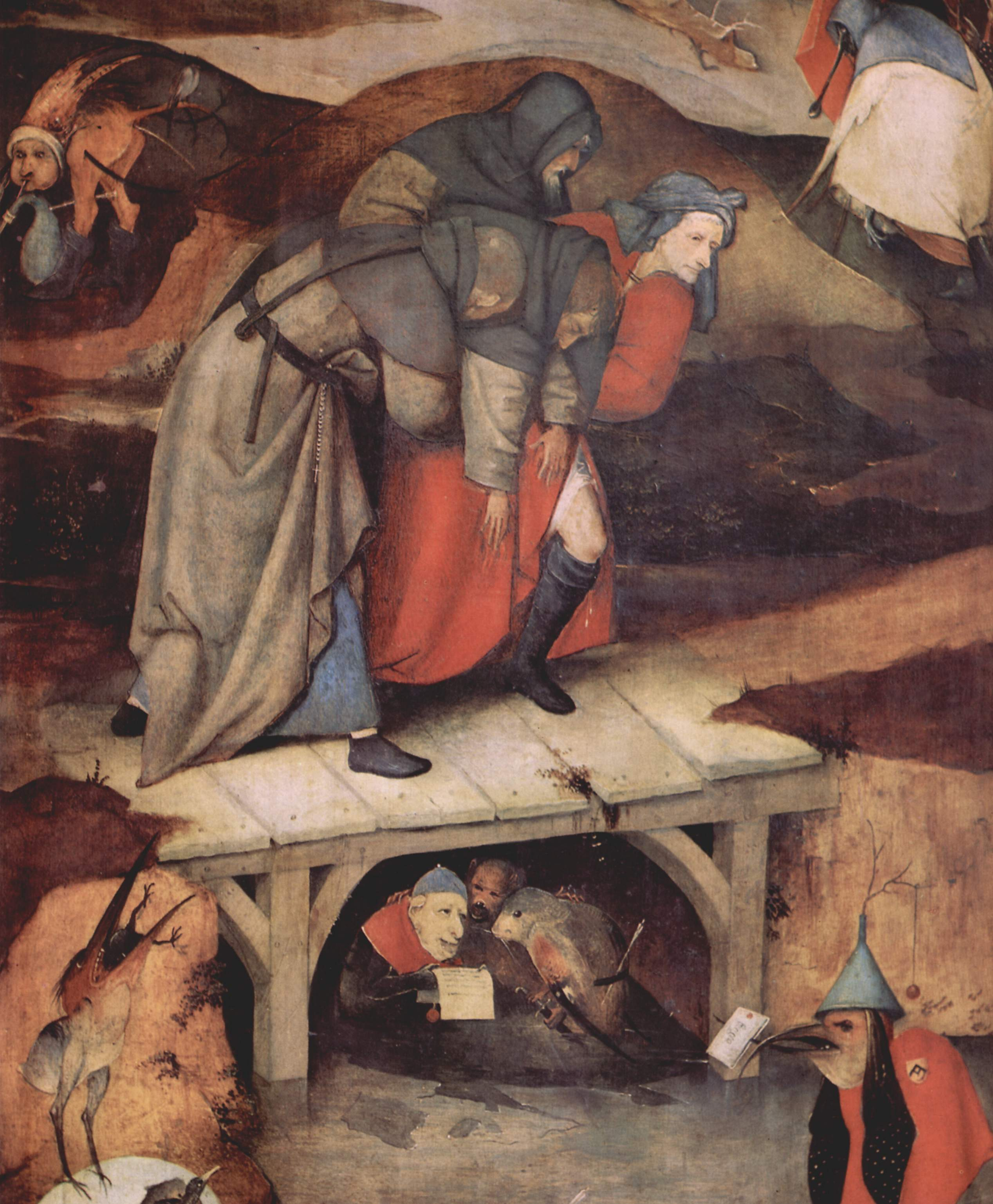
Détail du triptyque de La Tentation de saint Antoine (vers 1501), huile sur bois, Museu Nacional de Arte Antiga de Lisbonne.

Le voyage de Bosch à Venise, au début du XVIe siècle, donne une nouvelle dimension à sa créativité, on remarque plus d’espace et de paysages dans Saint Jean l'Évangéliste à Patmos (1504-1505, Berlin, Gemäldegalerie), Saint Jérôme en prière (v. 1505, Gand, musée des Beaux-Arts) ou La Tentation de saint Antoine (1501, Museu Nacional de Arte Antiga de Lisbonne), œuvres qui montrent l’exemple de la vie des saints comme unique voie de salut.
Vers 1510 apparaît une nouvelle évolution avec les tableaux « à demi-figures », représentations de personnages à mi-corps, placés au premier plan (Le Couronnement d’épines, 1510, Madrid Escurial).
Son style est caractérisé par des personnages caricaturaux issus des bestiaires du Moyen Âge, comme les grylles, mis en scène dans des diableries. Jérôme Bosch est l'inventeur d'un style repris ensuite par plusieurs artistes, dont Pieter Brueghel l'Ancien, qui fut le grand héritier artistique, tout au moins dans le domaine de l'inspiration diabolique (on lui doit l'invention d'une figure nouvelle : la sorcière). Il est reconnu par les surréalistes du XXe siècle comme le « maître » de leur art pendant très longtemps.
On retrouve son effigie dans Les Effigies des peintres célèbres des Pays-Bas de Dominique Lampson.
L'analyse la plus profonde et la plus influente, mais aussi la plus contestée de son univers fantasmagorique, a été l'œuvre de l'historien de l'art allemand, Wilhelm Fraenger.

## Jérôme Bosch et ses imitateurs

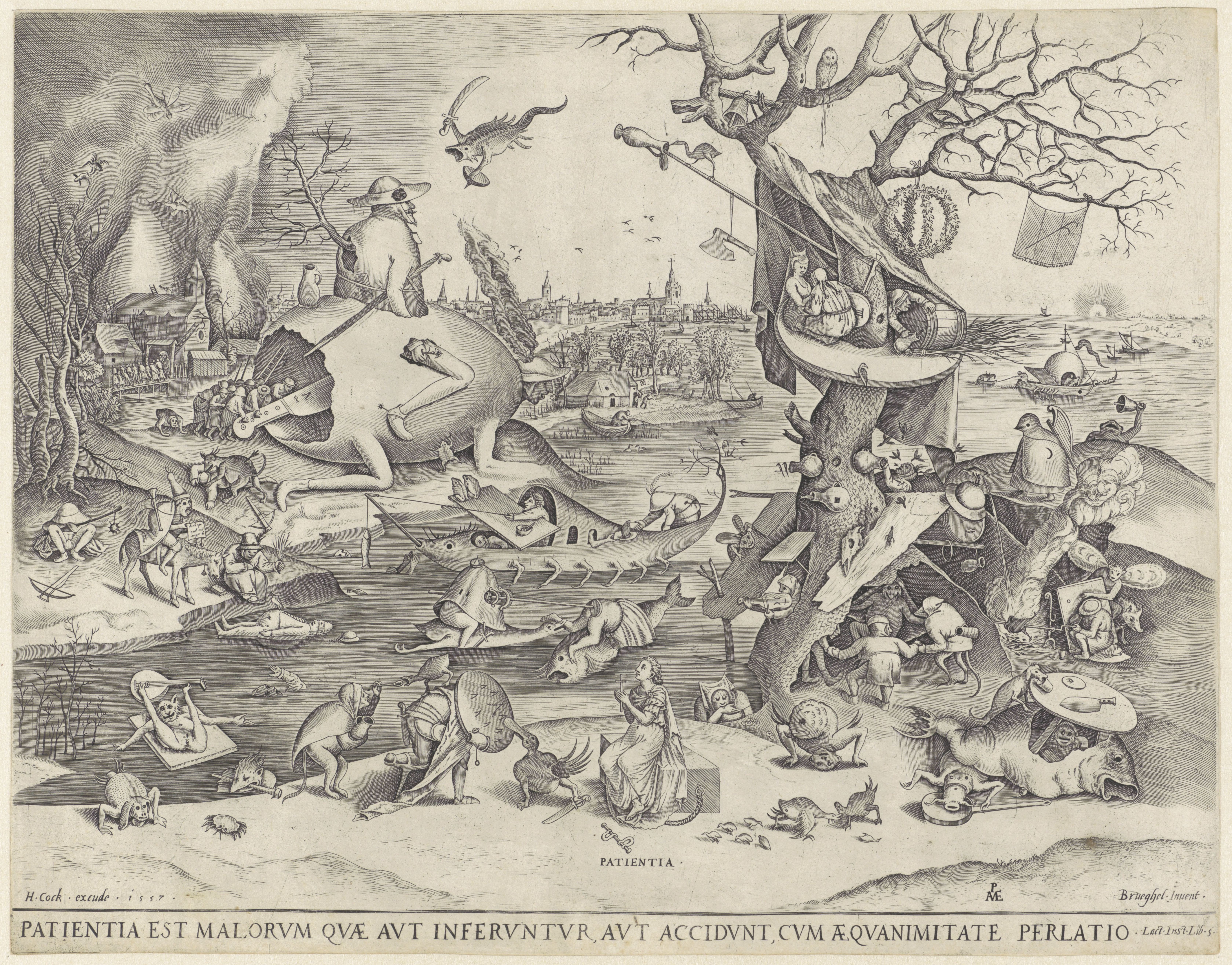
Pieter van Der Heyden (graveur), Patience (1557), estampe d'après Pieter Brueghel l'Ancien, éditée par Jérôme Cock, Rijksmuseum Amsterdam.

Au fil du XVIe siècle, le succès des inventions de Jérôme Bosch va croissant et s'apparente bientôt à une mode que relaient ses imitateurs. Si l'art de ces derniers n'est pas toujours à la hauteur de celui du maître, des peintres comme Pieter Brueghel l'Ancien déploient une extraordinaire fécondité.
Dès les premières années du XVIe siècle, Jérôme Bosch devient l'un des peintres les plus appréciés de la cour habsbourgeoise. Il ne peint plus uniquement pour la clientèle de Bois-le-Duc, mais aussi pour l'aristocratie bruxelloise. Il s'entoure alors de collaborateurs pour répondre à la demande croissante qui se développe sur un marché de l'art en pleine effervescence, basé principalement dans le port cosmopolite d'Anvers. Son succès commercial, que lui assure rapidement une réputation internationale, ne cesse de grandir durant la première moitié du XVIe siècle. Pour en saisir la dynamique, il convient de distinguer les collaborateurs, attachés à l'atelier, des suiveurs qui, actifs le plus souvent à Anvers, se réfèrent aux « inventions boschiennes », notamment aux « diableries », et vont parfois jusqu'à pasticher la manière du peintre en créant une veine archaïsante.
Beaucoup d'œuvres habituellement attribuées à Bosch ont une paternité aujourd'hui contestée par les experts, notamment ceux du Bosch Research and Conservation Project (BRCP). C'est ainsi qu'en 2016, après de nombreuses désattributions, seuls 20 peintures et 20 dessins sont considérés de sa main.

### Les différentes mains de l'atelier

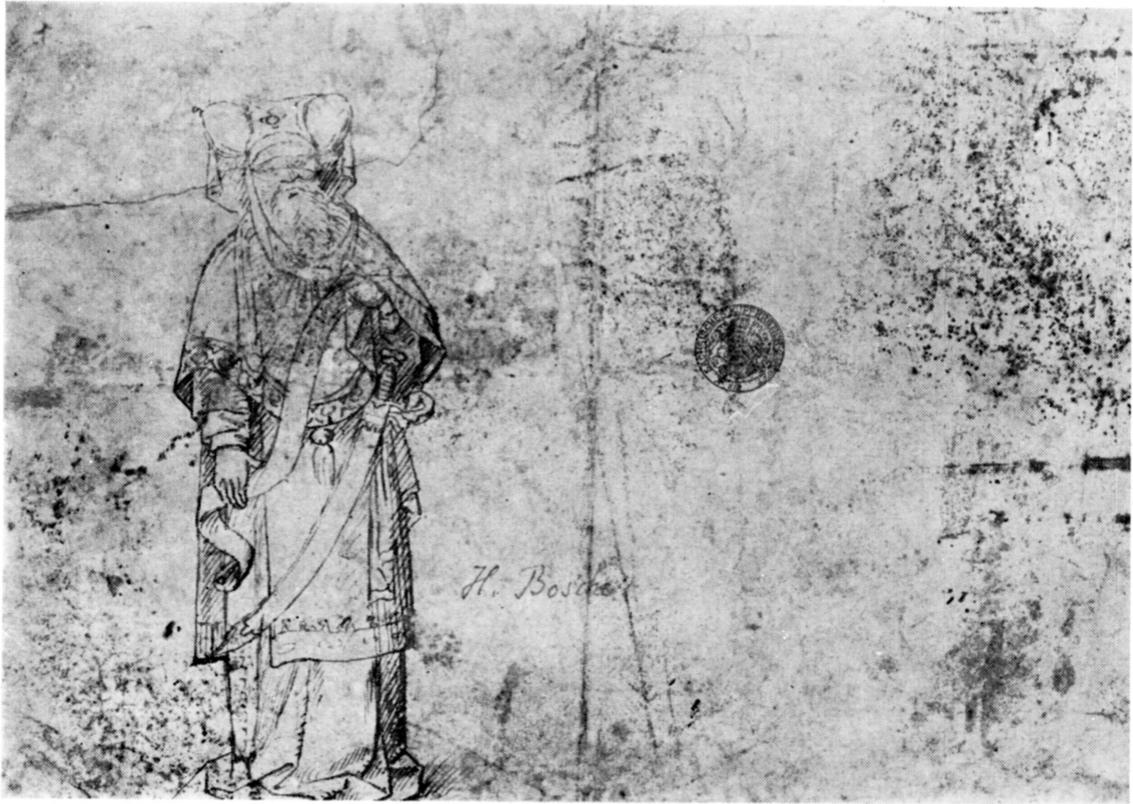
Suiveur de Jérôme Bosch. Un prêtre (vers 1465-1516), dessin à la plume et encre marron, Kupferstich-Kabinett.

L'atelier de Jérôme Bosch est une structure familiale à laquelle collaborent ses deux neveux, les fils de Goessen van Aken : Johannes (vers 1470-1537) et Anthonis (vers 1478-1516). Il est tentant comme hypothèse d'identifier ces derniers respectivement au Maître du Chariot de foin et au Maître du Jugement dernier de Bruges. Ce dernier est baptisé d'après un triptyque signé « Jheronimus Bosch » conservé à Bruges, qui se réfère largement aux motifs du Jardin des délices. Le même peintre est également l'auteur d'une Vierge à l'Enfant (Gand, collection particulière) en grande partie repeinte et qui possède la même fluidité de matière picturale. Il semble élaborer ses propres compositions à partir d'idées conçues par Jérôme Bosch, comme en témoignent plusieurs dessins définis par une écriture nerveuse, tels le Navire en flammes de l'Albertina de Vienne et les Scènes infernales du Kupferstich-Kabinett se trouvant au château de la Résidence de Dresde. Sa production semble s'interrompre avec la mort du maître, ce qui plaide en faveur d'une identification avec Anthonis van Aken, mort lui aussi en 1516.
Quant au Maître du Chariot de foin, il serait l'auteur de toute une série d'œuvres attribuées jusqu'ici à Jérôme Bosch lui-même, mais qui pourrait en réalité trahir la main d'une autre personnalité ré-élaborant ses inventions. Sa production, qui comprend plusieurs panneaux signés « Jheronimus Bosch », se caractérise elle aussi par une exécution rapide et fluide. Elle semble s'étendre au-delà de 1516, ce qui apporte un argument en faveur d'une identification avec Johannes van Aken, qui reprend sans doute les rênes de l'atelier familial jusqu'à sa propre mort, en 1537.

### La mode des «diableries»

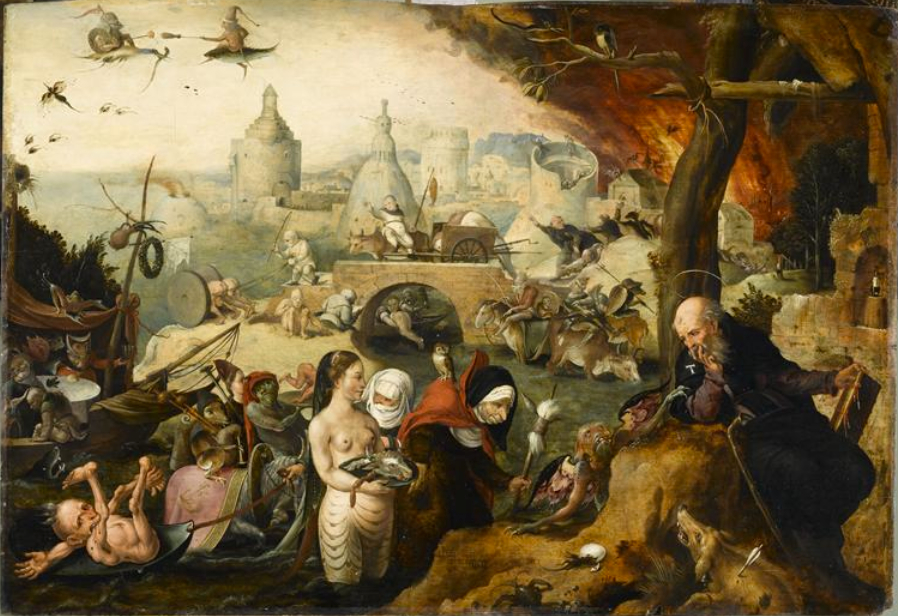
Pieter Huys, Les Tentations de saint Antoine (1547), huile sur bois, musée du Louvre.

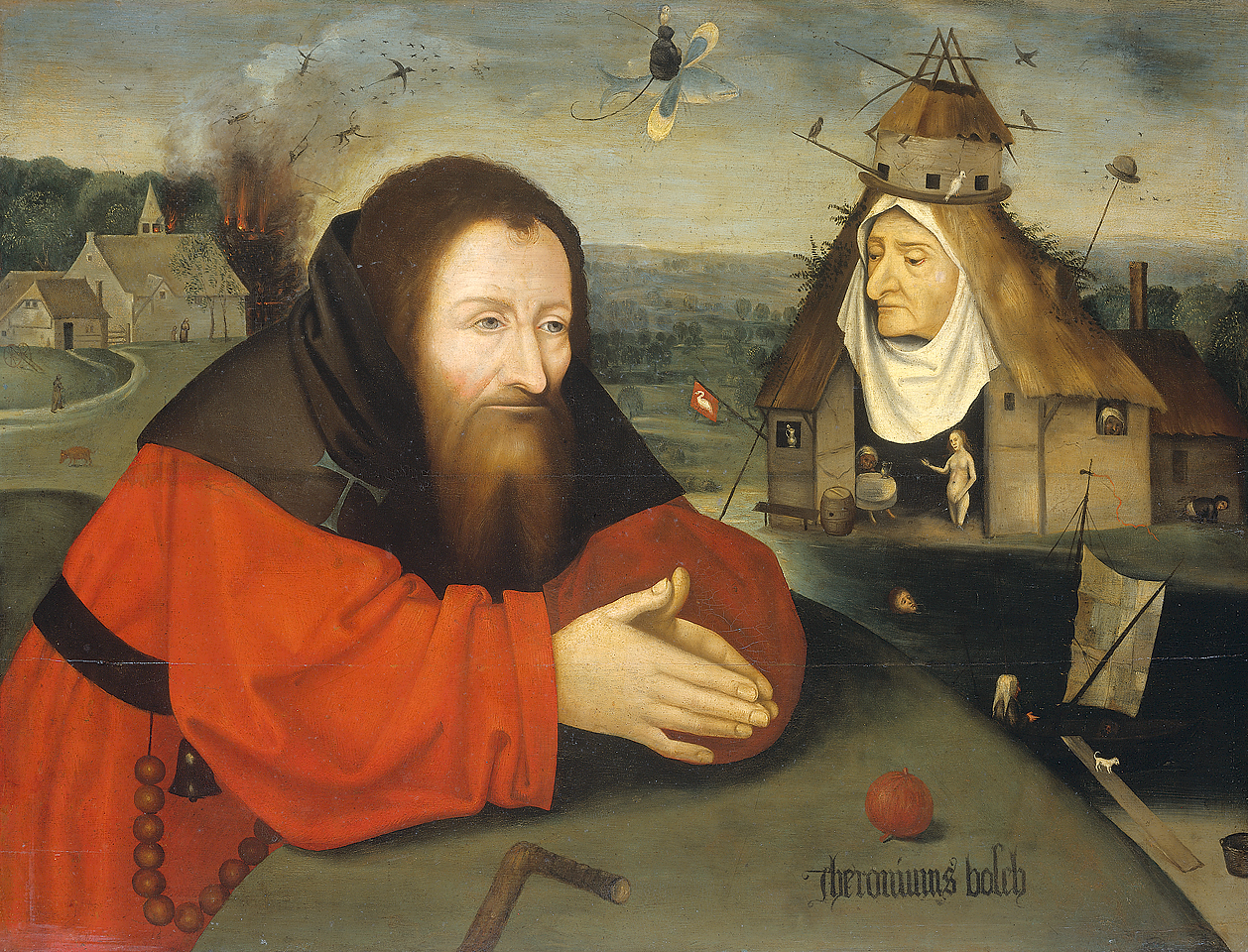
Copie d'un original perdu ou simple faux, cette Tentation de saint Antoine (après 1551), huile sur bois (Noordbrabants Museum) est signée « Jheronimus Bosch ».

Dans la production du Maître du Chariot de foin, plusieurs œuvres font la part belle à l'une des spécialités de Jérôme Bosch : les « diableries ». C'est le cas des trois ensembles qui, aujourd'hui conservés à Venise, y ont été probablement apportés par le marchand d'art anversois, Daniel Bomberg, et vendus au cardinal Domenico Grimani, autour de 1520.
Au même moment, le triptyque des Tentations de saint Antoine est visible sur le marché de l'art anversois, où il est acquis par l'ambassadeur du roi du Portugal, Damião de Góis. Il fait l'objet de plusieurs copies complètes (Bruxelles, Musées royaux des beaux-arts de Belgique) ou partielles, plus ou moins fidèles, mais suscite aussi un nombre considérable de pastiches élaborant de nouvelles compositions à partir des idées et des motifs de Jérôme Bosch.
La multiplication de ces interprétations libres entraîne une mode des « diableries », devenues un véritable genre auquel se rattachent plusieurs générations de peintres actifs à Anvers. Parmi ceux-ci, Jan Wellens de Cock (vers 1480-1527) paraphrase le répertoire « boschien » dans un langage délié qui peut se rattacher au « maniérisme anversois » et entretient des relations étroites avec celui du Maître du Chariot de foin, comme l’illustrent notamment Les Tentations de saint Antoine du musée d'art et d'histoire de Genève. Plus jeune d'une génération, Jan Mandyn (actif entre 1530 et 1560 environ) adapte le répertoire à l'esthétique du milieu du XVIe siècle, comme le fera aussi Pieter Huys (actif de 1545 à 1577), qui signe et date de 1547 Les Tentations de saint Antoine du musée du Louvre.

### La veine archaïsante
Parallèlement à ces suiveurs qui traduisent les idées de Bosch dans leur propre langage, d'autres vont plus loin en les interprétant dans une veine archaïsante qui entretient, de fait, des frontières mal définies avec la falsification. Gielis Panhedel illustre parfaitement le phénomène.

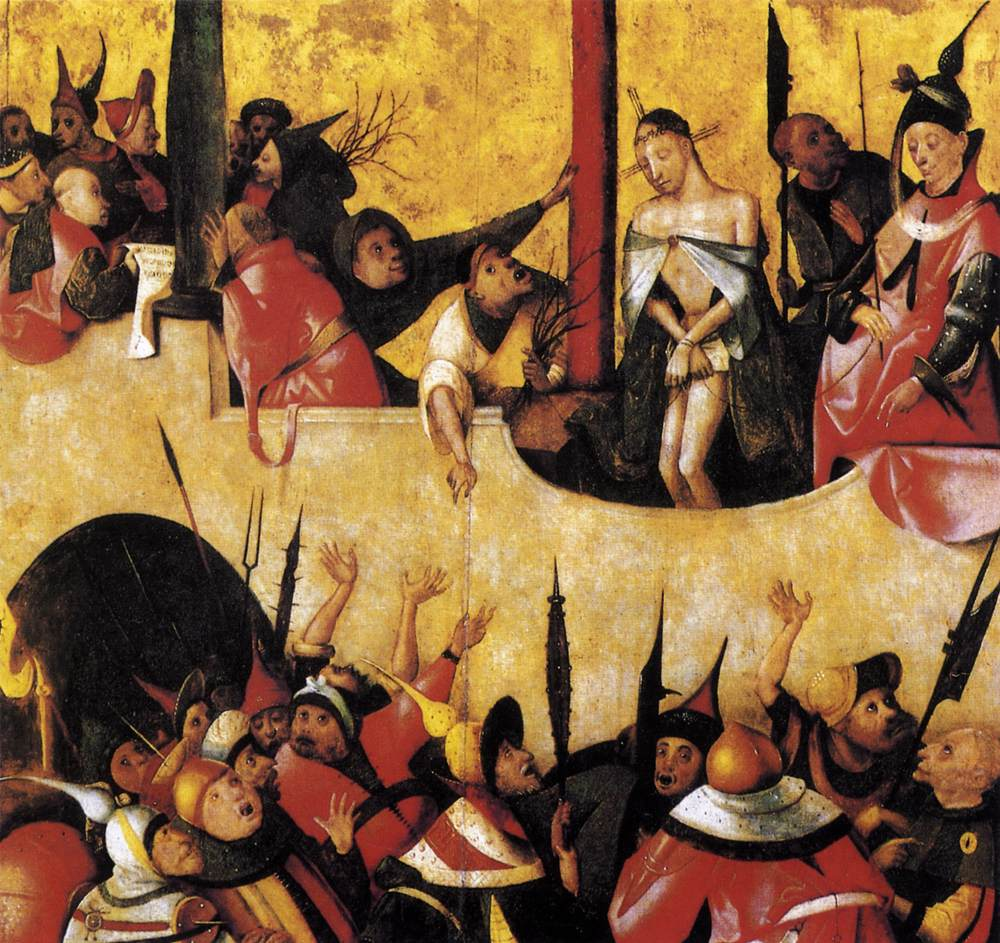
Suiveur de Jérôme Bosch, Ecce Homo (1563-1600), huile et or sur panneau, Philadelphia Museum of Art.

Né vers 1490 et formé à Bruxelles par son père, Aert Panhedel, il a peut-être complété sa formation dans l'atelier de Bosch à Bois-le-Duc, où il achève en 1522-1523 les volets du retable de la confrérie de Notre-Dame, identifiés à deux panneaux mis en vente par la galerie Fischer de Lucerne, en 1955. Ceux-ci, montrant l'un David et Abigaïl (1521-1523) et l'autre Salomon et Bethsabée (id.), permettent d'attribuer au peintre plusieurs autres œuvres longtemps rattachées à la jeunesse de Jérôme Bosch, comme L'Escamoteur, du musée municipal de Saint-Germain-en-Laye, dont l'idée développe une autre spécialité de Bosch : la représentation de proverbes et de scènes de la vie quotidienne.
Lui aussi de la génération suivante, le Maître du volet double-face du musée des beaux-arts de Valenciennes est nommé d'après un panneau qui montre d'un côté saint Jacques devant le magicien Hermogène, de l'autre Les Tentations de saint Antoine. Actif sans doute à Anvers au milieu du XVIe siècle, il est également l'auteur d'œuvres autrefois attribuées à la jeunesse de Bosch, comme le Ecce Homo du musée d'art d'Indianapolis, caractérisé par un fond d'or. Sa production se définit par une lecture un peu sèche des modèles « boschiens », par une palette vive et par une conception singulière des personnages aux yeux ronds. S'y rattachent les cartons de toute une série de tapisseries réalisées d'après des œuvres ou, du moins, des inventions de Bosch, comme Le Jardin des délices, Le Chariot de foin ou encore La Charité de saint Martin, dans laquelle les mendiants peuvent être aisément comparés aux personnages monstrueux du tableau de Philadelphie.

### Un nouveau Jérôme Bosch: Pieter Brueghel l'Ancien
C'est dans ce milieu qu’apparaît Pieter Brueghel l'Ancien (vers 1525-1569). Il commence sa carrière à Anvers en produisant pour le marché de l'art des œuvres inspirées de Bosch et se rattachant pleinement à la veine archaïsante. Durant les années 1550, il collabore régulièrement avec l'éditeur Hieronymus Cock(imprimeur et marchand d’estampes), pour lequel il produit plusieurs dessins destinés à la gravure.
Datée de 1557, l'estampe intitulée Les grands poissons mangent les petits en est un bon exemple. Fondée sur la transcription littérale d'un proverbe, elle emprunte à Jérôme Bosch son idée générale ainsi que la plupart de ses motifs. Mais la manière de combiner ceux-ci revient à Brueghel lui-même, dont on reconnaît la conception spatiale. On peut dès lors s'interroger sur le statut de l'inscription « Hieronymus Bos / inventor », qui apparaît dans l'angle inférieur gauche. La formule se réfère de toute évidence à l'invention générique et non à la composition spécifique, à moins qu'elle laisse croire à un dessin de Bosch lui-même, ce qui s'apparenterait à un phénomène de falsification.

Pieter Brueghel l'Ancien, La Chute des anges rebelles (1562), huile sur chêne, Bruxelles, Musées royaux des beaux-arts de Belgique.

Quoi qu'il en soit, Pieter Brueghel l'Ancien s'approprie pleinement le répertoire de Bosch qu'il adapte à des tableaux de grand format, très appréciés par la cour habsbourgeoise. Dès 1562, il s'installe dans la ville de Bruxelles et entre sous la protection du gouverneur des Pays-Bas espagnols : Antoine Perrenot de Granvelle. Il est alors perçu comme un nouveau Jérôme Bosch et le fer de lance d'une tradition proprement néerlandaise, en opposition à la mode italianisante, incarnée par son contemporain anversois, Frans Floris ; une illustration de cet antagonisme est la comparaison entre La Chute des anges rebelles de 1562 aux Musées royaux des beaux-arts de Belgique de Brueghel, tout imprégnée par le répertoire « boschien », et celle de son rival, Floris, du musée royal des beaux-arts d'Anvers, peinte en 1554 et qui impose un modèle « michelangélesque ». Sa production met ainsi progressivement l'accent sur le pays et ses habitants, jouant un rôle essentiel dans l'émergence de nouveaux genres picturaux : le paysage et ce que l'on nommera la scène de genre. S'y rattachent des œuvres telles que Le Repas de noce, peint en 1567-1568 au musée d'histoire de l'art de Vienne et dont l'invention s'enracine dans les exemplum et proverbes représentés par Jérôme Bosch.
En 1572, dans ses Pictorum aliquot celebrium Germaniae inferioris effigies (Les Effigies des peintres célèbres des Pays-Bas), Dominicus Lampsonius, caractérise Brueghel comme un « nouveau Hieronymus Bosch […] habile à imiter tant par le pinceau que par le crayon les subtiles chimères de son illustre maître ». Il célèbre ainsi le succès commercial de Jérôme Bosch, qui connaît alors son apogée et dont l'héritage, à travers la renaissance des genres, sera décisif dans l'histoire de l'art occidental.

## Œuvre

### Le Jardin des délices
Le Jardin est la principale pomme de discorde entre spécialistes. Puisque, entre les volets latéraux, le Paradis terrestre avec Adam uni à Ève, à gauche, et l'Enfer, à droite, le seul lien est le péché, certains ont déduit que Le Jardin, au milieu, était une sorte de triomphe du péché, une apothéose de la luxure, se concluant en enfer, déroulement logique dans la perspective chrétienne. Et que la fonction de tout triptyque, en ce temps, étant d'orner un autel, celui-ci ne faisait pas exception.
D'autres auteurs ont vu dans l'œuvre une somme ésotérique, interprétant systématiquement chaque détail sous l'angle de la connaissance alchimique. Celle de Hans Belting, notamment est passionnante.
Le commanditaire est identifié à Henri III de Nassau-Breda dont les collections, dans sa résidence bruxelloise, préfiguraient les futurs cabinets de curiosités. Le fantastique triptyque y occupait une place de choix.

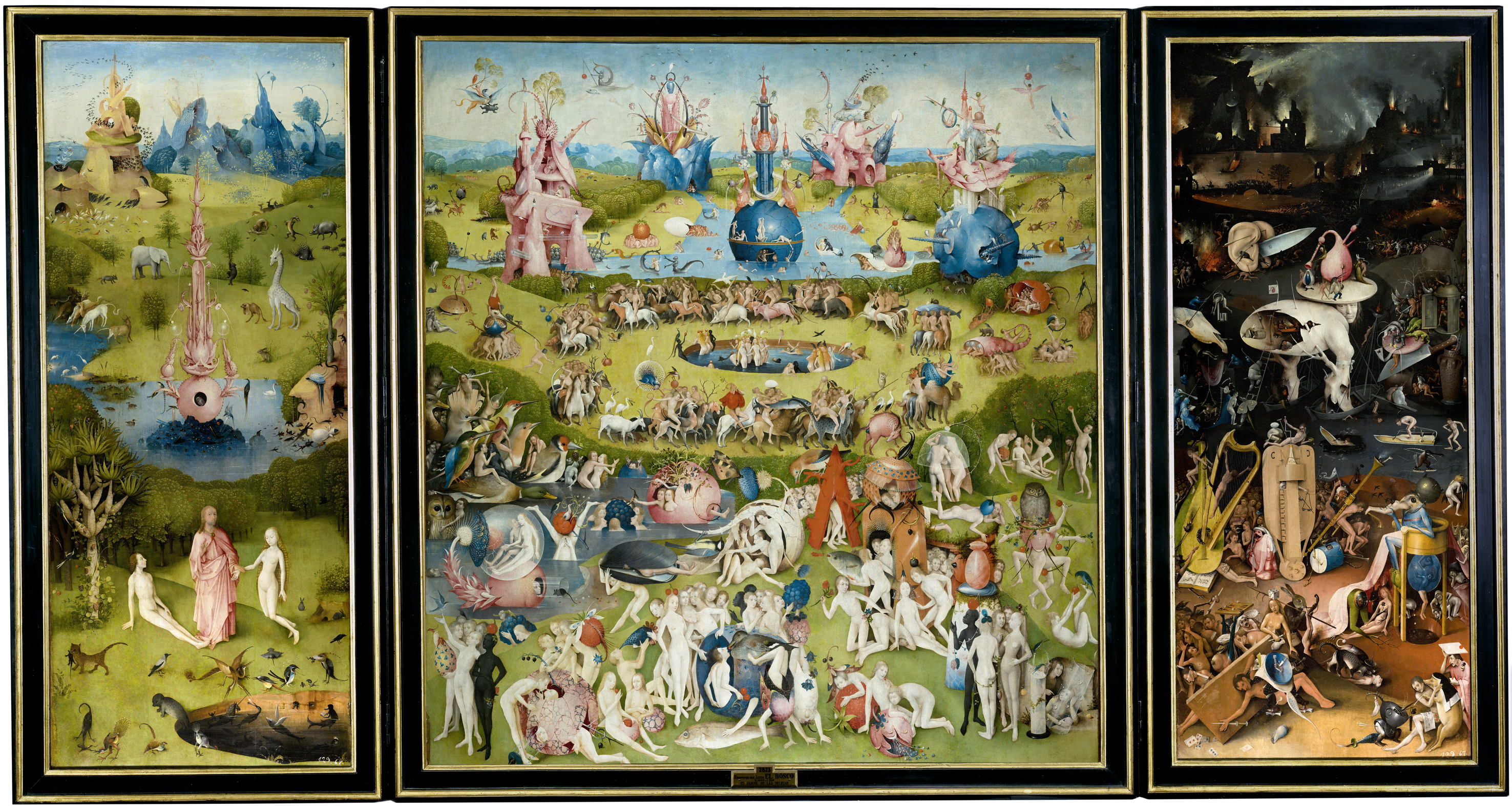
Le Jardin des délices (triptyque) (1503-1504), huile sur bois, musée du Prado, (Madrid).

### La Lithotomie ou Cure de la folie
La Lithotomie ou La Cure de la folie est une huile sur toile réalisée en 1485. Cette œuvre est attribuée à un suiveur par le ((Bosch Research and Conservation Project-BRCP)), ainsi que par Gerd Unverfehrt (de).
Au centre d'un paisible paysage estival, nous pouvons voir un chirurgien extraire un objet du crâne de son patient. À leur gauche se trouvent un moine et une religieuse qui assistent à l'opération en plein air.
La scène est de forme circulaire, sans doute une référence à la Terre dont la forme symbolise l'harmonie entre les hommes et le cosmos : cette scène, mise en relation avec la cupidité humaine, est susceptible de montrer une importance donnée à ces pratiques. Néanmoins, la forme circulaire trouve sa tradition dans la représentation des péchés capitaux : rappel de l'omniprésence du péché dans le monde.
L'espace est divisé en trois parties délimitées par le paysage, partant du vert pour se dégrader vers un bleu lumineux, qui nous permet de distinguer au loin une ville. Ce paysage harmonieux plein de quiétude est mis en contraste avec la folie humaine.
Le chirurgien ou « tailleur de pierre » — appellation donnée au Moyen Âge — est représenté portant en guise de couvre-chef un entonnoir inversé — dans ce sens, l'objet symbolise la cupidité et ici la personnification de la folie même : on peut dire par conséquent que le tailleur de pierre exerçant en vertu de toute chose n'est en réalité que le roi des fous, celui ne sachant ce qu'il fait en réalité. Cet élément prend encore plus de signification quand on constate que la religieuse porte sur sa tête le livre de la connaissance médicale qu'elle ne daigne pas consulter : la symbolique de la bêtise humaine est ici à son paroxysme. De plus, la scène est troublante du fait que le patient en pleine opération regarde vers le spectateur de manière pathétique — cet homme symbolise la bourgeoisie cupide, celle subissant des mutations d'ordre social.
Un objet est posé sur la table mais nous ne savons pas s'il s'agit de l'objet extrait de la tête de l'opéré ou celui d'un précédent patient…
Bosch accentue l'effet caricatural de son œuvre en inscrivant autour du cadre: « Maître ôte la pierre, mon nom est Lubbert Das », nom qui signifie en flamand « personne simple ».
« L'extraction de la pierre de folie » montre qu'en dehors des péchés reconnus par les textes saints, il existe des menaces tout aussi mortelles : la crédulité, la stupidité, l'absurdité, la bêtise et la folie, qui poussent des hommes à s'en remettre à d'autres plus dangereux qu'eux-mêmes. Le fait que l'Église participe à ce charlatanisme montre la défaillance d'un système de culte.

### Le Chariot de foin
Le Chariot montre les hommes lancés à la poursuite des biens terrestres, représentés par l'énorme charretée de foin (symbole d'existence éphémère et vaine), qu'ils soient puissants comme l'empereur ou le pape, chevauchant sur la gauche, ou misérables, comme le charlatan, le moine glouton ou le mendiant qui veulent leur part, quitte à voler tricher, tuer… Le chariot et sa peccamineuse escorte sont traînés par des monstres représentant les péchés capitaux droit vers l'Enfer où chacun trouve son châtiment adéquat, dans une nuit éternellement ardente.
Acquis en 1570 par Philippe II (roi d'Espagne) auprès des héritiers de Felipe de Guevara, certains historiens évoquent un peintre de l'atelier, « peut-être de la main de Gielis Panhedel ». Il est signé « Jheronimus Bosch » en bas à droite du panneau central.

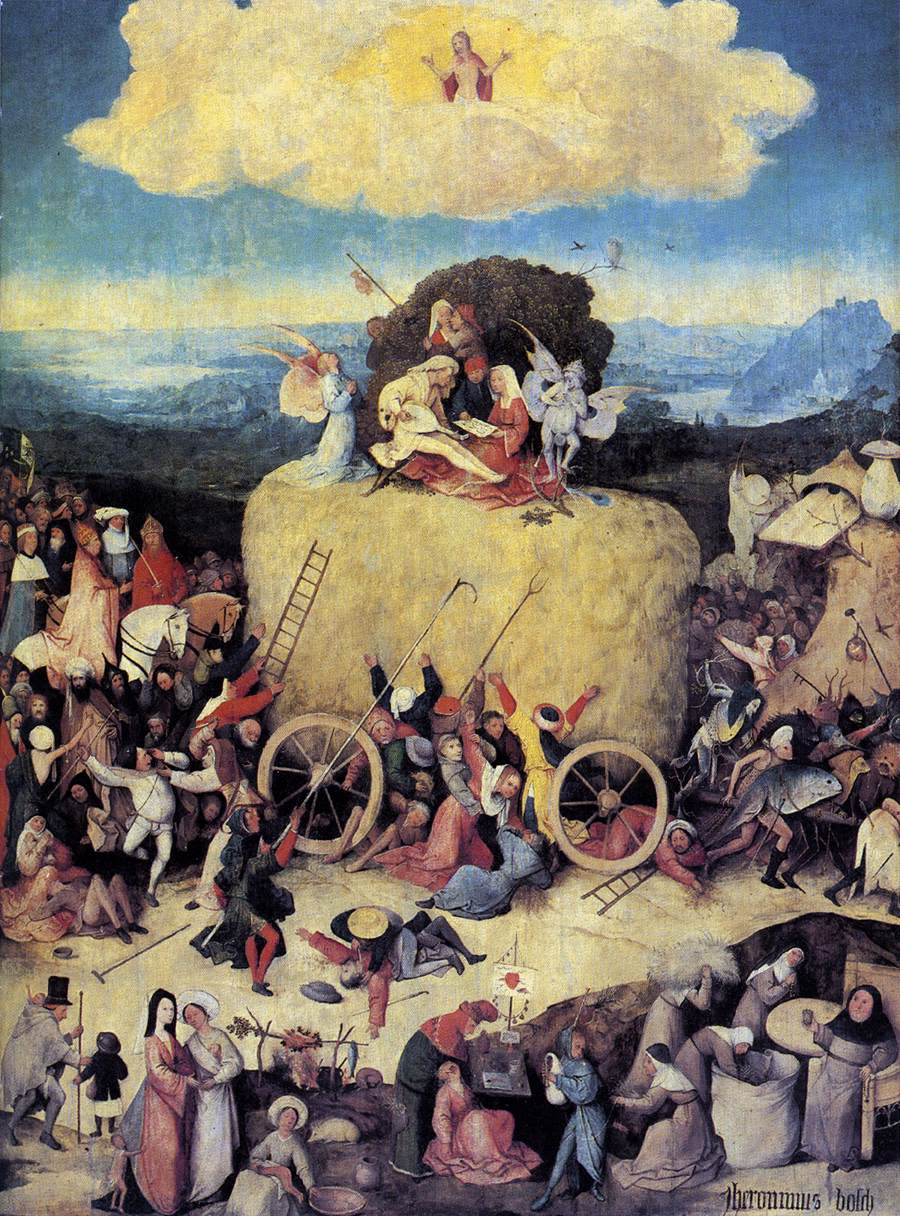
Le Chariot de foin, panneau central (vers 1502), huile sur bois, musée du Prado.

### Dessins

#### Corpus
Le corpus de dessins du maître passerait à une vingtaine de feuilles : monstres, animaux, personnages plus ou moins fantastiques, ainsi que des études de détails. Quelques-uns peuvent être mis en rapport avec des tableaux, comme Le Jugement dernier de Bruges, au musée Groeninge ou Le Jardin des délices du musée du Prado, mais aucun ne se présente comme une étude préparatoire complète ou un modello.
L'étude des dessins sous-jacents a permis de comprendre que Bosch travaillait vite, au fil de son inspiration, ce qui le rattache à la modernité de la Renaissance flamande.

Œuvres de Jérôme Bosch
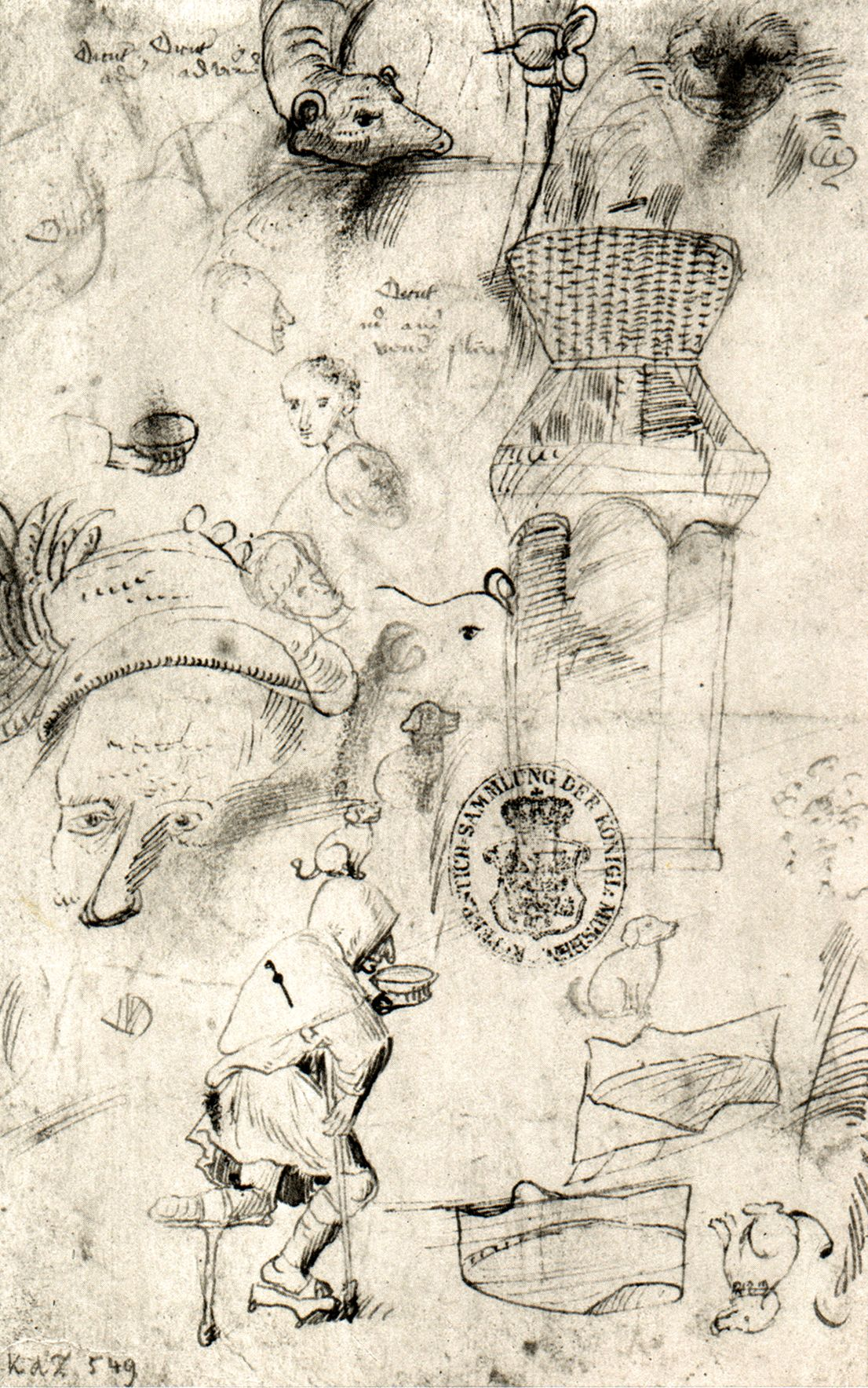
Divers croquis et un mendiant, dessin à la plume et encre marron sur papier (20,2 × 12,7 cm), Kupferstichkabinett Berlin.
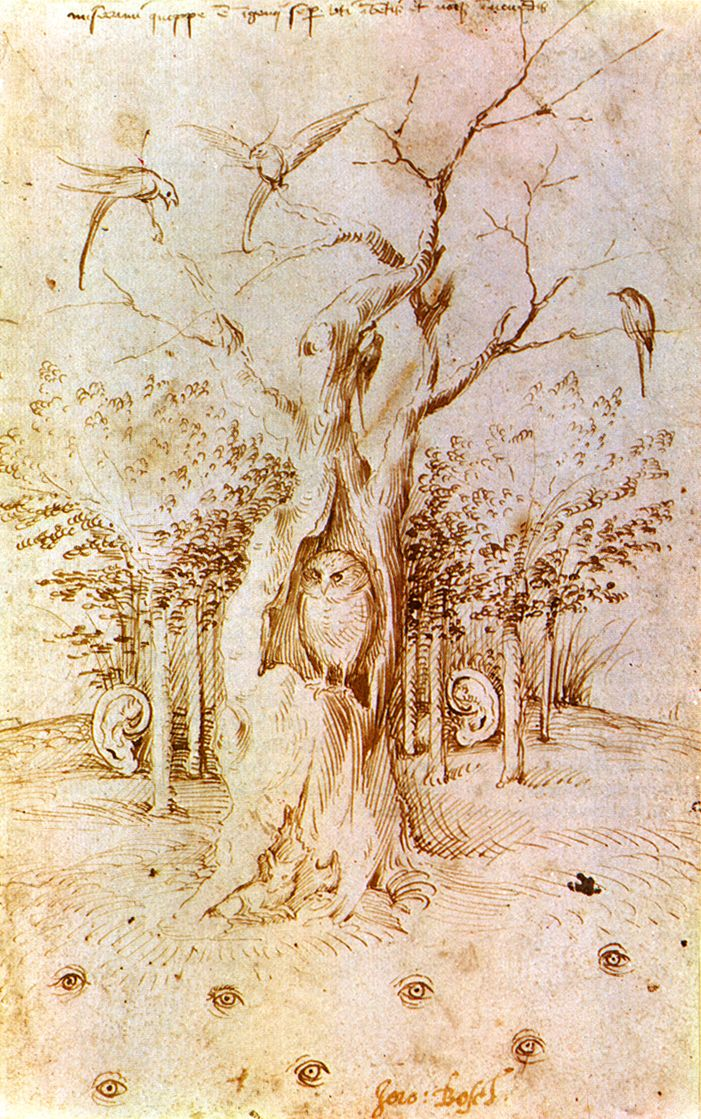
La forêt qui entend et le champ qui voit, dessin à la plume et encre marron (20,2 × 12,7 cm), Kupferstichkabinett Berlin.
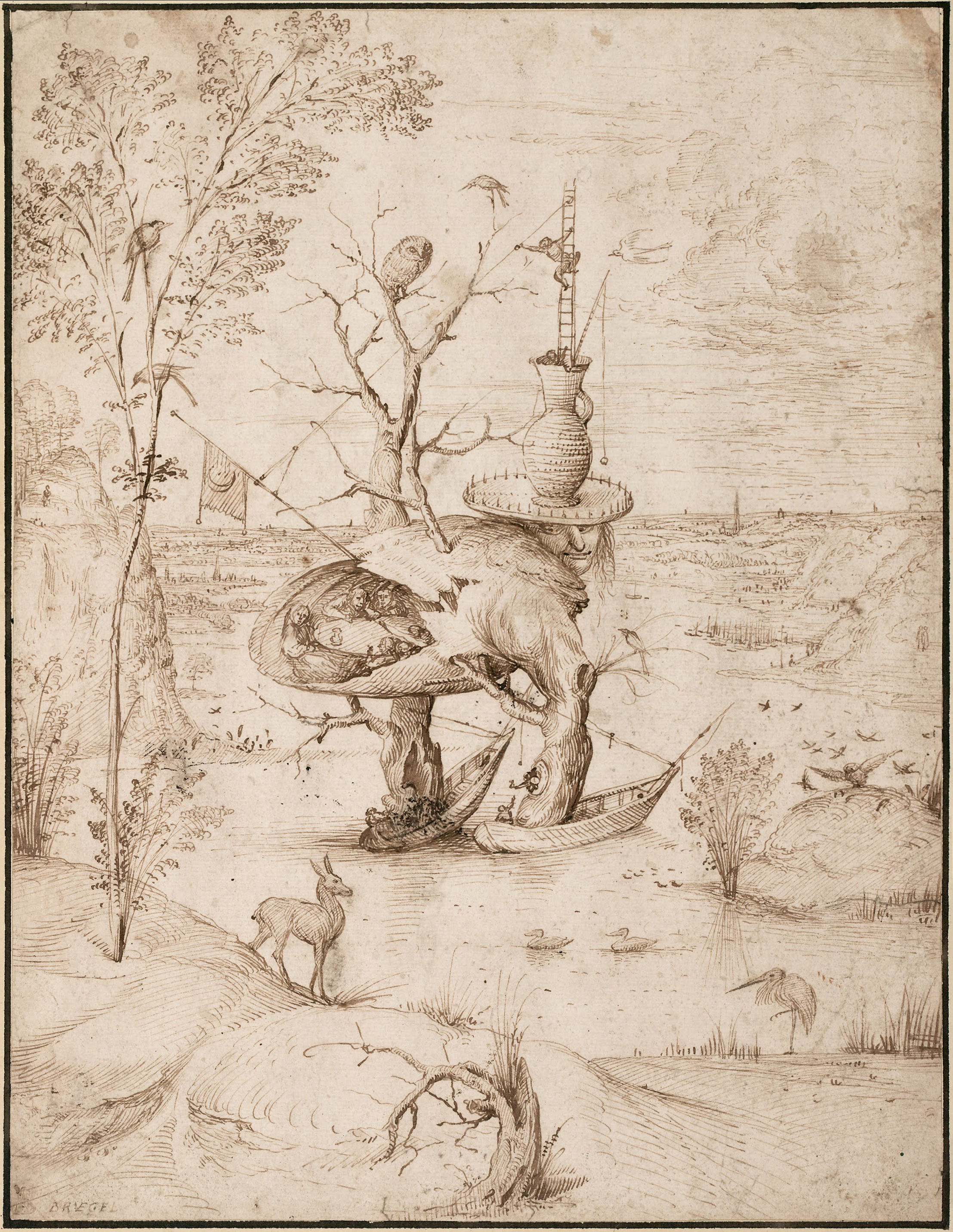
L'Homme arbre, dessin à la plume et encre marron sur papier (27,7 × 21,1 cm), Vienne, Albertina.
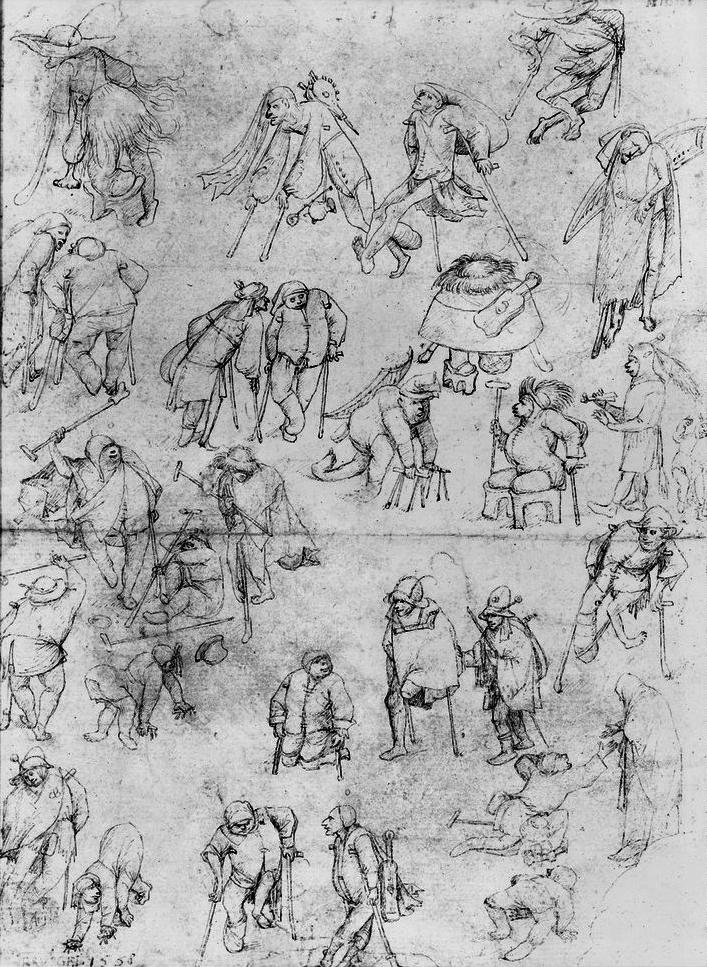
Mendiants et estropiés, dessin à la plume et encre marron sur papier (26,5 × 19,8 cm), Bibliothèque royale de Belgique.

#### Dessin nouvellement attribué à Jérôme Bosch
Dans le catalogue raisonné qui paraît à l'occasion de l'exposition, sous la direction des experts du projet de recherche (BRCP), un dessin, exposé pour la première fois à Bois-le-Duc, est publié comme étant de la main du maître. Jusqu'à présent, cette feuille conservée en main privée était attribuée à un artiste actif dans l'atelier de Bosch, resté anonyme.

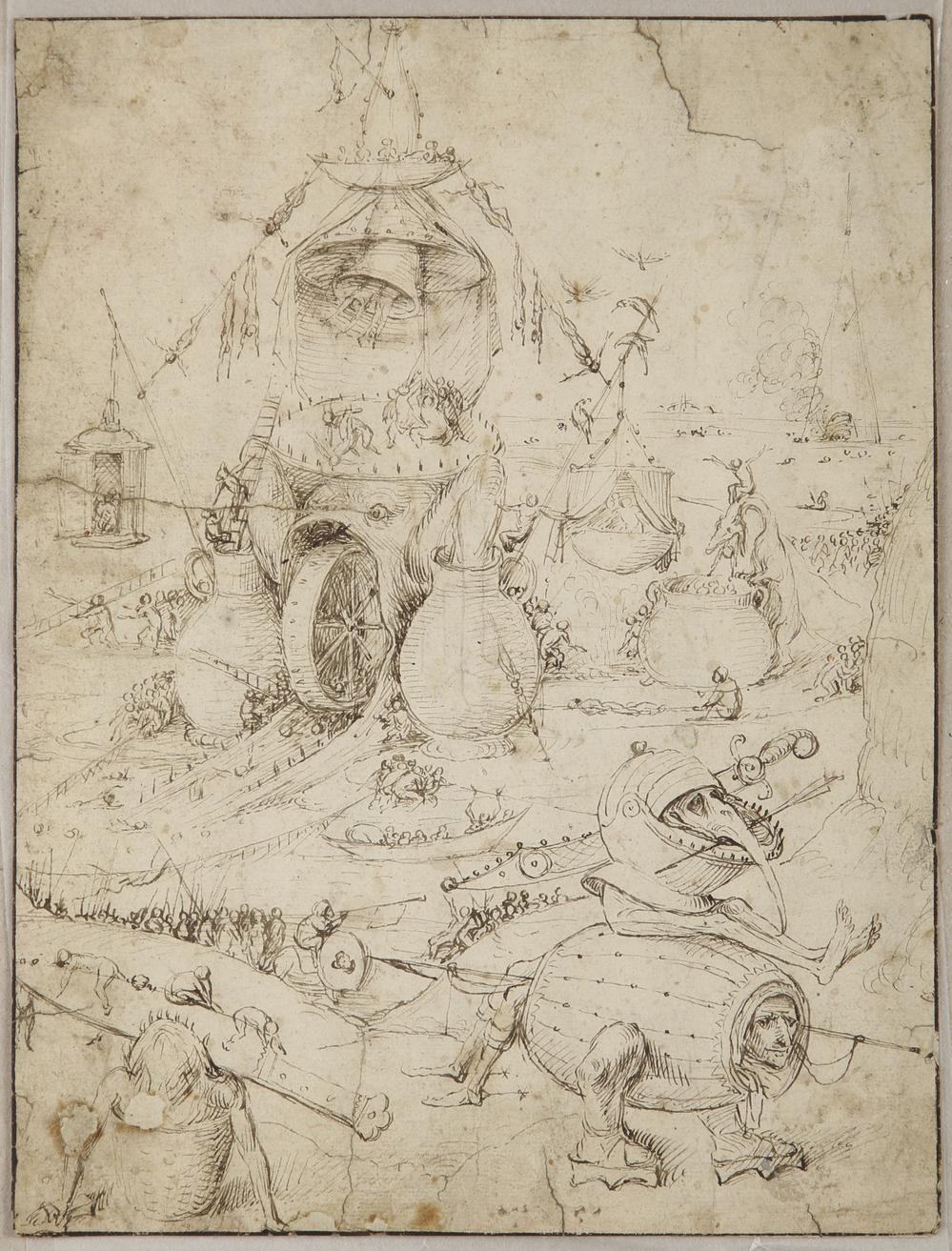
Paysage de l'enfer (Hellelandschap) (vers 1500), plume et encre brune sur papier, collection privée belge.

Il s'agit d'un Paysage de l'enfer, exécuté à la plume et à l'encre brune, avec quelques touches de rouge dans l'œil droit du monstre casqué, et ne présentant a priori aucun dessin sous-jacent à la pierre noire. On n'y trouve aucune étude de détail liée aux figures de saints, pourtant nombreuses dans l'œuvre de Bosch. Un répertoire détaillé sur papier servant de base de travail dans un atelier était monnaie courante à l'époque, mais le manque de documentation sur la vie de l'atelier laisse planer beaucoup de mystère sur cette question.
La feuille réattribuée s'inscrit parfaitement dans la lignée du corpus : le paysage présente le type de répertoire ci-dessus mentionné ainsi que des références directes, fréquentes dans les dessins de Bosch, à des œuvres peintes. Par exemple, le monstre tenant un couteau dans la bouche se retrouve dans Le Jugement dernier, tandis que la trémie et la cloche sont similaires à celles du triptyque du Jugement dernier de Bruges, au musée Groeninge. Le tonneau-monstre sur pattes, en bas à droite, apparaît aussi dans l'un des deux panneaux dits du Déluge du musée Boijmans Van Beuningen à Rotterdam — ou plutôt « apparaissait » ; celui-ci n'est plus visible que grâce aux photographies à infrarouge car il est désormais caché sous des repeints.
Cette feuille était apparue soudainement en 2003 sur le marché de l'art à New York, mise en vente par Sotheby's. La notice évoquait une homogénéité de style entre le dessin et Le Jugement dernier conservé à Bruges. En cela, la maison de vente se conformait aux vues de Fritz Koreny, spécialiste des dessins nordiques des XVe et XVIe siècles et auteur d'un catalogue raisonné du corpus graphique de Bosch. À la tête du Bosch Research and Conservation Project, l'historien d'art Matthijs Ilsink ne connaissait, à l'époque, la feuille que par des reproductions. En étudiant celles-ci, il avait remarqué (comme la plupart des spécialistes) les traits « boschiens » du dessin, les ressemblances nettes avec le style pictural (évidentes dans les mains en forme de V ou encore les longs bras, par exemple). Tout cela avait fait pencher son jugement du côté d'un artiste travaillant dans l'atelier, comme si le dessin était « trop Bosch » pour être un vrai. C'est une fois confronté de près à la feuille que la vérité lui a sauté aux yeux : il ne pouvait « pas être exécuté par quelqu'un qui copie mais par quelqu'un qui crée ». « Même pour dix euros au marché aux puces, je ne l'aurais pas acheté », a confié le propriétaire à Matthijs Ilsink, ajoutant que ce dessin ne lui plaisait pas et qu'il ne l'avait acheté, à l'époque, que dans un souci d'investissement.

« En 2003, il l'avait acheté 300 000 dollars ; aujourd'hui il vaut probablement près de 10 millions d'euros. »

— Giulia Franceschini, Dossier de l'Art, janvier 2016.

## Jérôme Bosch dans la culture populaire
- En 1963, Jim Morrison, qui étudiait l'histoire médiévale européenne, écrivit un mémoire s'efforçant de montrer que le peintre avait fait partie des adamites.
- En 1969, la pochette de l'album Deep Purple représente les membres du groupe éponyme intégrés dans le volet L'Enfer du Jardin des délices. La version de la pochette est en noir et blanc et son centrage diffère suivant les pressages (pressage néerlandais notamment).
- En 1990, Andreas Marschall utilise un détail du triptyque Le Jugement dernier pour l'illustration de la pochette de Coma of Souls, album du groupe Kreator.
- La pochette du disque Dangerous, de Michael Jackson, de 1991, reprend des éléments du Jardin des délices.
- La pochette de l'album Aion du groupe Dead Can Dance est un fragment du Jardin des délices[49].
- Dans sa BD Monsieur Mardi-Gras Descendres, Éric Liberge fait de Jeronimus van Aken un des personnages à l'origine du monde post-mortem où se déroule l'histoire.
- En hommage au peintre, le personnage principal des romans policiers de l'écrivain américain Michael Connelly s'appelle Hieronymus Bosch.
- Pour commémorer les 500 ans de sa mort, la fondation Jheronimus Bosch 500 a sollicité la compagnie Les 7 doigts de la main. C'est ainsi qu'est né le spectacle « Bosch Dreams »[50].
- En 2008, dans le film Bons baisers de Bruges (Martin McDonagh), les personnages joués par Colin Farrell et Brendan Gleeson réfléchissent sur le thème du Purgatoire devant le tableau Le Jugement Dernier.
- En 2016, le film documentaire franco-espagnol Le Mystère Jérome Bosch, de Lopez-Linares illustre l'impact et les interrogations que suscite l'œuvre Le Jardin des délices. Lors de visites nocturnes au musée du Prado, se succèdent musiciens et écrivains interpellés par le tableau.
- Dans le jeu vidéo Civilization VI, il est le quatrième artiste illustre recrutable.
- Dans une planche du célèbre manga Berserk, Kentarō Miura s’inspire du triptyque Le Jardin des délices de Bosch.
- Dans le jeu vidéo Metaphor: ReFantazio, le design des monstres de type « humain », sont inspirés du triptyque Le Jardin des délices de Bosh.

### Filmographie
- 2016 : Le Mystère Jérôme Bosch réalisé par José Luis Lopez-Linares.

### Expositions
- « Hieronymus Bosch Came Home in 2016 » (programme et exposition).
- « Jérôme Bosch. Visions de génie », Musée nord-brabançon (Noordbrabants Museum) à Bois-le-Duc (Pays-Bas), du 13 février 2016 au 8 mai 2016.
- « Jérôme Bosch. Le grand œuvre », « El Bosco. La exposicion del centenario », musée du Prado à Madrid (Espagne), du 31 mai 2016 au 11 septembre 2016 (collection).

#### Bases de données et dictionnaires
- Ressources relatives aux beaux-arts :   - AGORHA
  - Art UK
  - Auckland Art Gallery
  - Bénézit
  - Bridgeman Art Library
  - British Museum
  - Collection de peintures de l'État de Bavière
  - Dictionnaire des peintres belges
  - ECARTICO
  - Grove Art Online
  - Musée d'art Nelson-Atkins
  - Musée du Prado
  - Musée Städel
  - Museum of Modern Art
  - MutualArt
  - National Gallery of Art
  - Nationalmuseum
  - RKDartists
  - Sandrart.net
  - Union List of Artist Names
- Ressources relatives à la musique :   - AllMusic
  - MusicBrainz
- Ressource relative à la littérature :   - Internet Speculative Fiction Database
- Ressource relative à la bande dessinée :   - Lambiek Comiclopedia
- Ressource relative à plusieurs domaines :   - Radio France
- Notices dans des dictionnaires ou encyclopédies généralistes :   - Biographie nationale de Belgique
  - Biografisch Portaal van Nederland
  - Britannica
  - Den Store Danske Encyklopædi
  - Deutsche Biographie
  - Gran Enciclopèdia Catalana
  - Hrvatska Enciklopedija
  - Internetowa encyklopedia PWN
  - Larousse
  - Nationalencyklopedin
  - Store norske leksikon
  - Treccani
  - Universalis
  - Visuotinė lietuvių enciklopedija
- Notices d'autorité :   - VIAF
  - ISNI
  - BnF (données)
  - IdRef
  - LCCN
  - GND
  - Italie
  - Japon
  - CiNii
  - Espagne
  - Belgique
  - Pays-Bas
  - Pologne
  - Israël
  - NUKAT
  - Catalogne
  - Suède
  - Vatican
  - WorldCat

#### Autres liens
- Bosch Research and Conservation Project
- (en) Jérôme Bosch dans Artcyclopedia
- (de) Œuvre complète sur Zeno.org